# Melangell

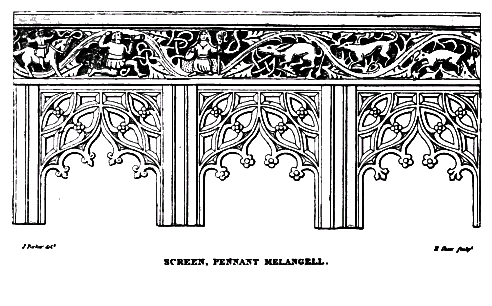
Zeichnung des Lettners mit einer Darstellung von St. Melangell und Brochwel Yscythrog

Melangell war eine irische Königstochter, deren Todestag 590 n. Chr. angenommen wird. Sie ist in Wales eine Lokalheilige und ihr Gedenktag ist der  27. Mai. Sie ging nach Powys in Wales, wo sie anfangs als Eremitin lebte. Der damalige Prinz von Powys, Brochwel Ysgythrog, überließ ihr Land für die Gründung eines Frauenklosters, dem sie 37 Jahre als Äbtissin vorstand. Ihre Grabstätte befindet sich in der St Melangell's Church in Pennant Melangell.

## Überlieferung

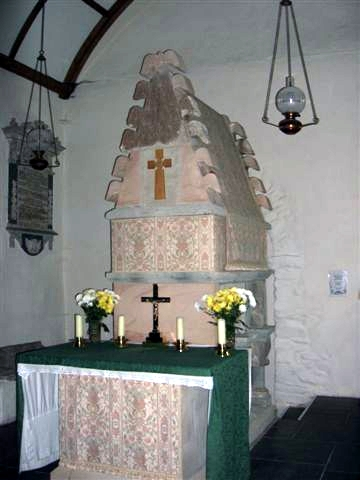
Grabmal der Melangell in Pennant Melangell Church

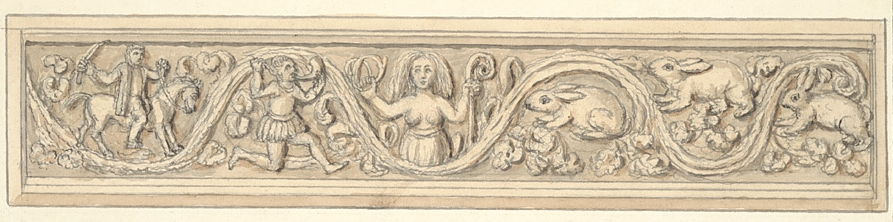
Skizze vom Grabmal der St. Melangell/Monacella in Pennant Melangell Church, 1795

Der walisische Altertumsforscher Thomas Pennant (1726–1798) berichtete über Melangell wie folgt:
„Der Legende nach soll Melangell eine irische Königstochter gewesen sein, die von ihrem Vater vorgesehen war, einen Edelman von dessen Hofe zu heiraten. Sie hatte sich selbst jedoch für die Ehelosigkeit entschieden. Sie floh aus dem Reich ihres Vaters und lebte in solcher Einsamkeit, dass sie über 15 Jahre keinen Mann zu Gesicht bekam. Eines Tages drang Brochwel Yscythrog, Prince of Powys bei der Hasenjagd in ein Dickicht ein, wo ihm zu seiner Überraschung eine ausnehmend schöne Frau in tiefer Demut begegnete, die den Hasen unter ihrem Kleid verbarg angesichts der heulenden Hunde, obwohl das Gefolge sich weiterhin bemühte, die Hunde zum Ergreifen der Beute zu bewegen. Er hörte sich ihre Geschichte an und gab ihr daraufhin Land, um ein Heiligtum als Zuflucht für alle, die sie brauchen, zu errichten und ordnete die Gründung einer Abtei an dieser Stelle an. Sie tat wie geheißen und starb in hohem Alter. Sie ist in der Sakristei der der nahegelegenen Kirche in Pennant bestattet, die weiterhin Cell-y-bedd (englisch Cell of the Grave) genannt wird. Ihre Reliquien und ihr Bildnis sind seit langem entfernt worden, wobei letzteres wohl noch auf dem Friedhof ist. Die Legende ist durch eine Holzschnitzerei überliefert, die die Heilige von schutzsuchenden Hasen umgeben darstellt. Sie wurde deren Schutzheilige, die Hasen werden Oen Melangell (St. Monacella's Lämmer) genannt.“
Sie ist auch unter dem Namen Monacella in der latinisierten Namensvariante bekannt. Sie ist mit einer weiteren walisischen Heiligen namens Winefride die einzige weibliche heilige Person, über die ein lateinischer Text existiert. Insgesamt wird die Originalüberlieferung als „dünn“ und die originale historische Berichterstattung als nahezu verschwunden bezeichnet. Ein Text aus dem 15. Jahrhundert gibt an, sich auf eine ältere Quelle zu beziehen. Es wird in dieser Quelle auch besonders die Jungfräulichkeit von Melangell betont. Es wird angenommen, dass das Hasenmotiv seinen Ursprung in vorchristlicher Folklore haben kann.

## Grabmal in der St Melangell's Church
Brochwel Ysgythrog, Prince of Powys, übereignete das Tal bei Saint Melangell’s Church, Pennant Melangell Melangell als Ort für ein Kloster für eine kleine religiöse Gemeinschaft mit ihr als Äbtissin. Nach ihrem Tode blieb ihr Grabmal ein Ort der Verehrung und Pennant Melangell war ein Pilgerort über viele Jahrhunderte. Sie blieb die Schutzheilige für alle Hasen. Ihre sterblichen Überreste sollen sich noch in der Grabstätte befinden.